# Sapin de Sibérie
Abies sibirica
Espèce
Statut de conservation UICN

 LC  : Préoccupation mineure
Le sapin de Sibérie (Abies sibirica) est une espèce de conifère sempervirent originaire de la taïga de l'est de la Volga à l'Oural et au sud de la latitude Nord 67°40' de la Sibérie, jusque dans le Djoungar Alataou, le nord-est du Xinjiang, dans certaines zones montagneuses de la Mongolie et le Heilongjiang au nord de la Chine. C'est l'espèce de sapin la plus répandue en Russie.

## Distribution
Le sapin de Sibérie croît dans les régions boréales et montagneuses ou les bassins au sol humide, à une altitude comprise entre 1 900 mètres et 2 400 mètres. Il apprécie l'ombre et il est extrêmement résistant au froid à des températures atteignant -50 °C. Il croît lentement au début et dépasse rarement deux cents ans d'âge, car il est exposé aux maladies fongiques.

## Description

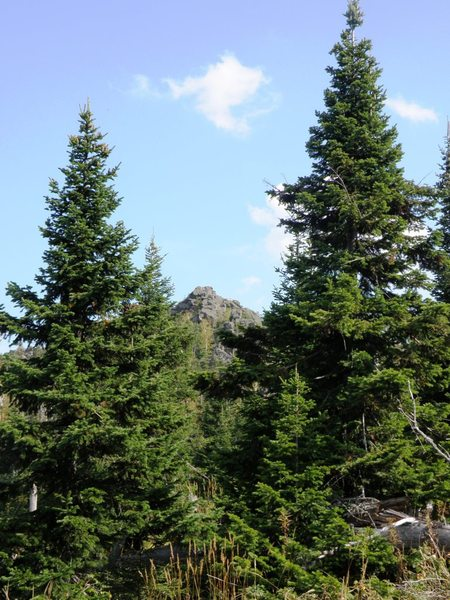
Sapins de Sibérie aux monts Vessiolye (monts Joyeux) dans l'Oural

Le sapin de Sibérie peut atteindre 35 mètres de hauteur, avec un tronc cylindrique de 0,5 à 1 mètre de diamètre, des branches horizontales démarrant presque au sol et une couronne conique, ce qui lui donne une allure légèrement pyramidale. Son écorce glabre varie du vert de gris au brun-grisé avec des traces légères de résine typiques des sapins. Cependant le sapin de Sibérie est peu résineux. Ses bourgeons sont presque ronds au bout légèrement conique. Ses aiguilles mesurent de 2 à 3 centimètres de longueur et 1,5 centimètre de largeur. Elles sont de couleur vert-clair au-dessus avec au-dessous deux bandes grisées ou blanchâtres de 3 ou 4 rangs de stomates. Elles sont douces, aplaties et aromatiques. Ses pignes sont de forme cylindrique de 5 à 9,5 centimètres de longueur et de 25 à 35 millimètres de largeur avec de petites bractées. Elles brunissent au fur et à mesure de leur mûrissement et deviennent marron foncé à l'automne. Ses graines de 7 millimètres sont en forme de lance. Il fleurit au mois de mai avec des inflorescences jaunâtres.

## Sous-espèces
Il existe deux sous-espèces:
- Abies sibirica var. sibirica, comme décrite ci-dessus
- Abies sibiricavar. semenovii (B.Fedtsch.) Farjon, endémique de Kirghizie.

Des cultivars ont été obtenus avec différentes variétés: Alba, Elegans (aiguilles argentées), Glauca, Variegata.

## Exploitation

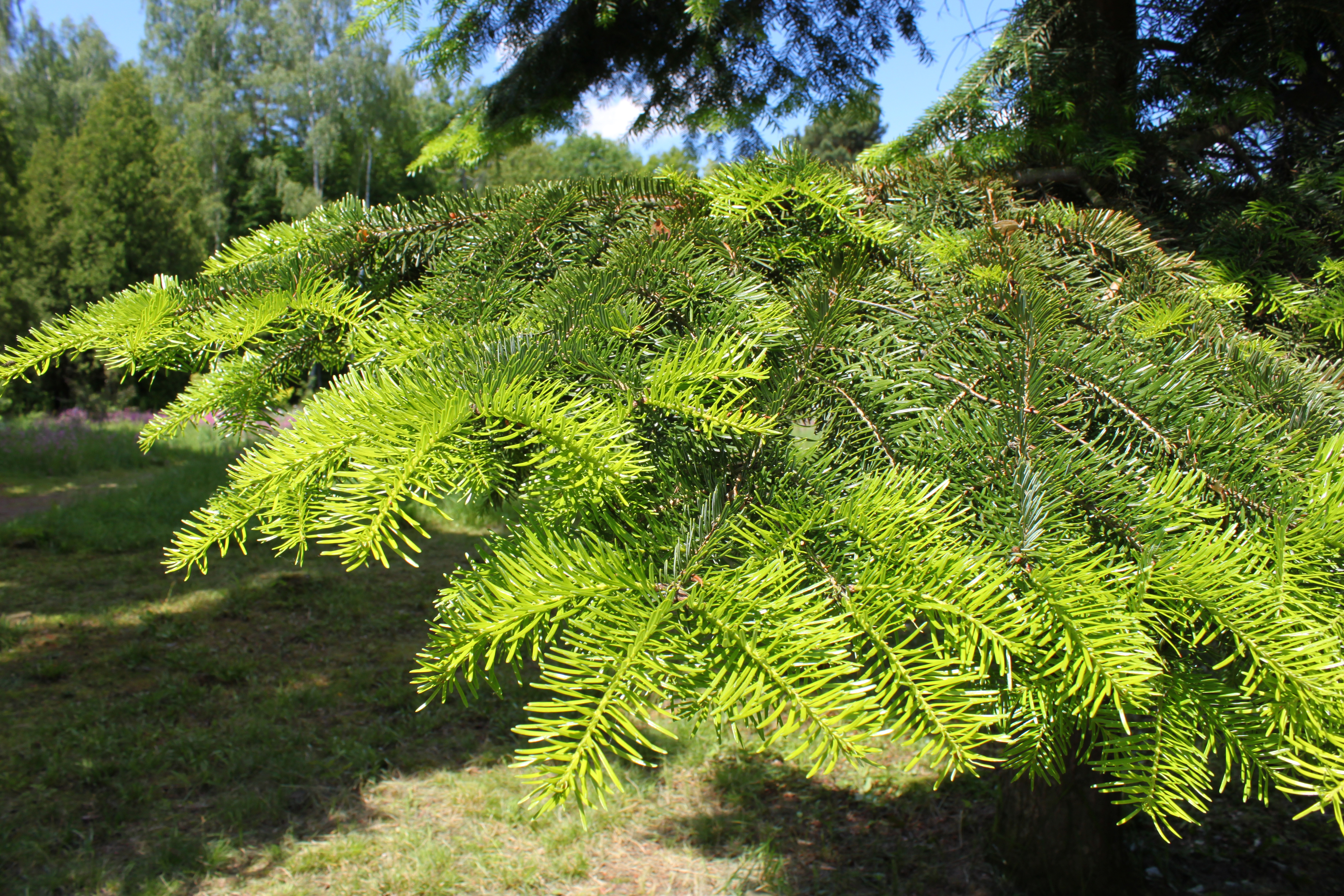
Détail du branchage

Les huiles essentielles que l'on extrait des aiguilles sont utilisées en aromathérapie et en parfums. Son bois doux et léger est exploité pour la pâte à papier, la charpenterie (contreplaqué), la charpenterie de marine (fabrication de mâts, de canots, etc.), la fabrication de traverses et de meubles.

## Synonymes
Abies krylovii Golub; Abies pichta J.Forbes; Picea pichta (J.Forbes) Loudon; Picea sibirica Gordon; Pinus picea Pall.; Pinus pichta (J.Forbes) Fisch. ex Endl.